# Johannes Meursius

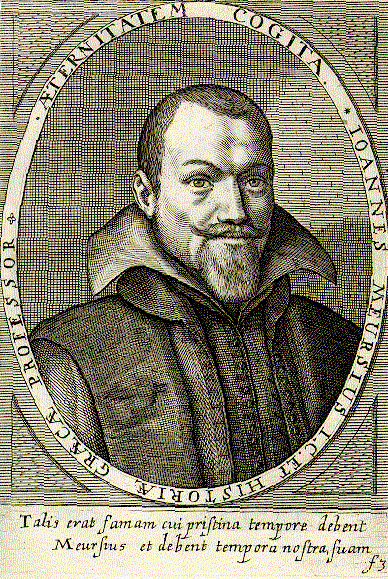
Johannes Meursius

Johannes Meursius (van Meurs) (9 de febrero de 1579 - 20 de septiembre de 1639) fue un humanista especializado en las lenguas clásicas y anticuario, nacido en Loosduinen, Holanda cerca de La Haya. Extremadamente precoz, a la edad de 16 años había producido un comentario de la Cassandra de Licofrón. En 1610 fue nombrado profesor de griego e historia en Leiden, y al año siguiente, historiógrafo para los estados generales. A consecuencia de la turbulenta situación en su país, aceptó la oferta (1625) de Cristián IV de Dinamarca de convertirse en profesor de historia y política en Soro, en Selandia, además del oficio de historiógrafo real. Murió en Sorb el 10 de septiembre de 1639.
Meursius fue el autor de ediciones clásicas y tratados, muchos de los cuales fueron impresos en el Thesaurus antiquitatum graecarum de Johann Friedrich Gronovius. Su falta de orden les restaba valor, pero eran un almacén de información, y Meursius no merecía los epítetos de "pedante" e "ignoramus" que Joseph Justus Scaliger le dedicó. Meursius también escribió sobre la problemática en los Países Bajos y la historia de Dinamarca.